# STËLZ
STËLZ is een Nederlands hard seltzer-merk dat in 2020 werd opgericht.. De drank bestaat uit water, 4,5% alcohol, fruitaroma's en koolzuur.

## Geschiedenis
Het merk werd in 2020 opgericht door drie personen die zagen dat de vraag naar hard seltzers in Amerika en elders groeide en besloten een merk in Nederland te beginnen. Ze probeerden het eerst zelf te maken met een sodastream maar lieten het later maken in een fabriek in Duitsland die water voorzag van wat alcohol, koolzuur en aroma's en het voor ze in een blikje deed. Hierna verkochten ze het produkt in Nederland.
In 2021 werd de influencer Monica Geuze aandeelhouder en zorgde via social media voor naamsbekendheid waardoor de vraag steeg. Ook Evenementenorganisator ID&T en This is Live werden investeerders.
Begin 2024 moest het bedrijf een reclame aanpassen vanwege het schenden van de reclamecode voor alcoholhoudende dranken.
In mei 2024 nam Heineken een minderheidsbelang in STËLZ.